# Verónica Antonieta Sacalxot

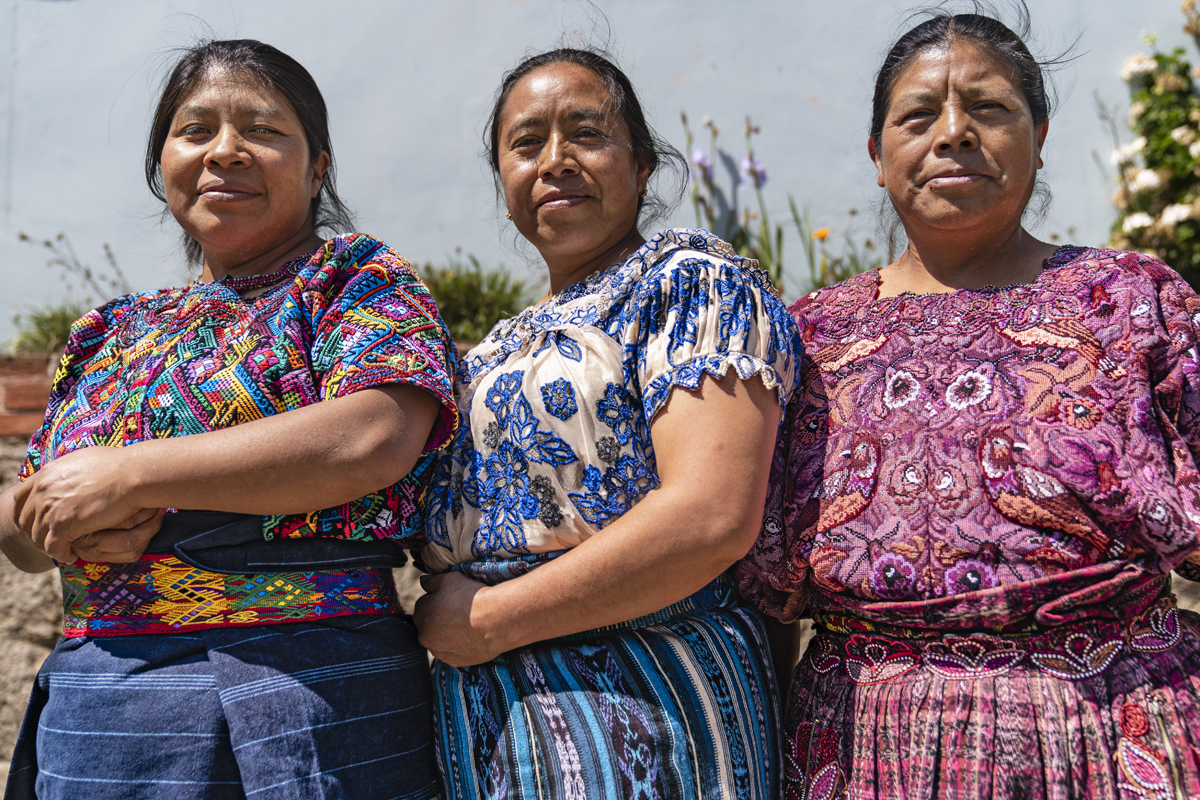
Mujeres de Quetzaltenango, 2020

Verónica Antonieta Sacalxot (Quetzaltenango, Guatemala, 13 de junio de 1988) es una directora, productora, guionista, escritora y activista por la preservación de las lenguas mayas guatemalteca.  Es integrante de la Red de Cineastas Mayas y colaboradora de distintos proyectos enfocados en las mujeres, la comunidad rural y las problemáticas sociales implícitas en el hecho de ser mujer, su aporte cultural busca reflexionar sobre la equidad de género y la visibilización de las mujeres dentro de la realización audiovisual. Su trabajo es parte del catálogo de producciones, consideradas patrimonio audiovisual de Guatemala según la Cinemateca Universitaria Enrique Torres.
Su trabajo ha formado parte de distintos festivales internacionales debido a sus colaboraciones y realizaciones cinematográficas y contribuido a la cultura audiovisual de su país al dirigir y promover la cultura guatemalteca.

## Trayectoria
Dentro de su trayectoria como realizadora cinematográfica, podemos encontrar cortometrajes como Camino (2013), en el que fue directora y guionista. Posteriormente, participó como productora en el realización de Los ojos de la abuela (2014) en el cual se hace referencia al conflicto armado de Guatemala y la violencia sexual contra las mujeres durante este periodo.
Además, ha formado parte de la dirección de proyectos como Miremos Guatemala (2014), donde se dio a conocer el cortometraje Amanecer (2014), mismo en el que participó como productora. Es también, colaboradora fundadora de Colectivo Lemow, el cual inició con la idea de llevar las salas de cine a las periferias desde el enfoque femenino y accesible para la comunidad, mostrando en sus cortometrajes el trabajo de mujeres como Teresa Jiménez, directora de Kat Waj (2016) (Te quiero, en su traducción al español) o Cecila Us, directora de Amanecer, material a cargo de la productora audiovisual Ix Mayab Producciones.
Su obra es a su vez, parte de la selección 14 días 14 artistas, iniciativa de la Red de Centros Culturales de España, siendo considerada como una de las profesionales audiovisuales de su país. Asimismo es la autora de Tayasal, una narrativa ilustrada donde se plasma la cultura originaria guatemalteca, presentada por el Colectivo Lemow en 2017. Tayasal, forma parte del acervo de la Editorial Cultura, considerada una obra apta para cualquier edad.

## Obras
| CORTOMETRAJES         | CORTOMETRAJES | CORTOMETRAJES | CORTOMETRAJES            |
| Título                | Año           | SINOPSIS | Participación            |
| --------------------- | ------------- | --- | ------------------------ |
| Camino                | 2013          | Camino evidencia la situación de violencia doméstica enfrentada a diario por las mujeres guatemaltecas de comunidades rurales, donde la protagonista debe tomar la decisión de soportar el maltrato de su suegra y marido u optar por una mejor idea. | Dirección y guion.       |
| Los ojos de la abuela | 2014          | Este trabajo, trata temas como el abuso sexual y la violencia generada en Guatemala durante los años del conflicto armado en el país. | Dirección de Producción  |
| Amanecer              | 2014          | Muestra la historia de un abuelo y su nieto, donde el abuelo es el encargado de heredar la cosmovisión de su cultura a su nieto, quien a través del nahuatl, aprende a nombrar su entorno y a relacionarse con él de manera armoniosa, al tiempo que el abuelo debe emprender un nuevo camino. | Producción               |
| Kat Waj (Te quiero)   | 2016          | Ganador del premio a mejor obra en el festival FICMAYAB, en este breve recuento fílmico se hace visible la trata de mujeres, específicamente, como parte del objetivo de la directora de promover la equidad de género y apoyo a las mujeres de su región. Esta producción, dirigida por Teresa Jimenez, ha sido seleccionada y nominada en distintos festivales a nivel mundial, como lo son el Festival Ícaro de cine centroamericano, el Native Film Fest de Canadá, el Festival de Derechos Humanos de Bogotá, el International Film Festival de Texas, el Festival Audiovisual Feminista de Mérida, México y algunas otras selecciones fílmicas de Bilbao y Los Ángeles. | Producción General       |
| Iyom (Mujer Sabia)    | 2017          | Documental en fase de posproducción |                          |
| PUBLICACIONES         |               | |                          |
| Tayasal               | 2019          | Una narrativa, originalmente pensada para ser un película de stop motion, donde se recupera la identidad de los pueblos originarios guatemaltecos, apto para todas las edades. Forma parte del acervo bibliográfico de Editorial Cultura. | Autora                   |
| COLABORACIONES        |               | |                          |
| Colectivo Lemow       | 2013          | Colectiva de mujeres dedicadas a la producción audiovisual dedicada a promover la cultura guatemalteca y la equidad de género, así como a facilitar la visibilización del trabajo de diferentes mujeres realizadoras audiovisuales. | Fundadora y colaboradora |
| Miremos Guatemala     | 2014          | Programa de cultura dedicado a promover la obra de jóvenes productores audiovisuales guatemaltecos | Directora del programa   |
| Ix Mayab Producciones |               | Productora Audiovisual Independiente | Directora                |

Estos son solo algunos de los proyectos en los que Verónica Sacalxot colabora, también se destaca por sus aportaciones culturales y lingüísticas. Parte de su trabajo incluye videos musicales y la enseñanza de idiomas mayas.